# Họ Cá chim khoang
Họ Cá chim khoang hay họ Cá chim mắt to hoặc họ Cá chim dơi (danh pháp khoa học: Monodactylidae) là một họ cá vây tia, theo truyền thống xếp trong bộ Perciformes, nhưng gần đây được coi là có vị trí không xác định (incertae sedis) trong nhánh Percomorpharia.

## Đặc điểm
Tất cả các loài cá chim trong họ này đều có thân bị ép mạnh ở hai bên, với phần thân hình đĩa, các vây hậu môn và vây lưng cao. Miệng nhỏ, mắt tương đối to. Điểm bất thường đối với cá nói chung là chúng có vảy trên các vây lưng và đôi khi cả ở trên vây hậu môn. Các vây chậu nhỏ, đôi khi chỉ ở dạng dấu vết. Chúng có kích thước trung bình, thường dài khoảng 25 cm, và cá chim dơi bốn sọc/chim dơi sọc/chim sọc đen (Monodactylus sebae) có thể có chiều cao lớn hơn chiều dài, cao tới 30 cm tính từ đỉnh vây lưng tới đỉnh vây hậu môn. Các vây dài có vảy này làm cho chúng có tên gọi trong tiếng Anh là "fingerfish" (cá ngón tay). Phần lớn các loài có màu trắng bạc với các sọc/đốm đen và vàng.
Họ này chứa 6 loài còn sinh tồn trong 2 chi là Monodactylus và Schuettea. Trong tự nhiên, chúng phân bố dọc theo đường bờ biển châu Phi, Ấn Độ và Nam Á, và xa tới Australia. Các loài của chi Monodactylus đặc biệt phổ biến tại khu vực cửa sông. Chúng là cá chịu được sự thay đổi đáng kể về độ mặn và có thể sống trong một thời gian dài trong môi trường nước ngọt. Các loài cá chim dơi này là cá săn mồi và thức ăn chủ yếu của chúng là các loại cá nhỏ cùng động vật không xương sống. Chúng được tìm thấy chủ yếu trong vùng nước nông và bơi thành các đàn lớn.
Hai loài tuyệt chủng trong 2 chi là Psettopsis subarcuatus và Pasaichthys pleuronectiformis, chỉ biết tới ở dạng hóa thạch trong trầm tích tầng Lutetia thế Eocen ở Monte Bolca, Italia.

## Các loài
- Chi Monodactylus
  - Cá chim khoang, Monodactylus argenteus (Linnaeus, 1758).
  - Cá chim Đông Phi, Monodactylus falciformis (Lacépède, 1801).
  - Cá chim Sri Lanka, Monodactylus kottelati (Pethiyagoda, 1991).
  - Cá chim dơi bốn sọc, cá chim dơi sọc hay cá chim sọc đen, Monodactylus sebae (Cuvier, 1829).
- Chi Schuettea
  - Cá chim Đông Úc, Schuettea scalaripinnis (Steindachner, 1866).
  - Cá chim Woodwards, Schuettea woodwardi (Waite, 1905).

## Cá cảnh

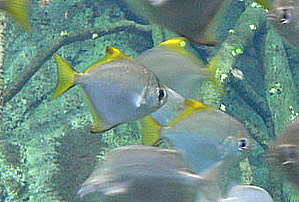
Monodactylus argenteus là một loài cá cảnh phổ biến.

Những người nuôi cá cảnh thường nuôi Monodactylus argenteus và Monodactylus sebae trong các bể cá cảnh tại gia; chúng cũng thường được nuôi trong các bể cá cảnh công cộng. Chúng có sức chịu đựng tốt và dễ chăm sóc, nhưng cần có môi trường nước lợ và nhiều không gian để bơi .